# Mglin
Mglin (ruso: Мглин) es una ciudad rusa, capital del raión homónimo en la óblast de Briansk.
En 2021, la ciudad tenía una población de 6919 habitantes. En su territorio no hay pedanías.
Se ubica unos 120 km al oeste de la capital regional Briansk, en las afueras meridionales del zakáznik de Kletniá, cerca de la frontera con Bielorrusia.

## Historia
Fue fundada en época medieval como un pueblo en mitad de un área boscosa y fluvial, en la que la niebla era un fenómeno continuo; de hecho, su topónimo deriva de "mgla" (мгла), que significa "calima". Se conoce la existencia de Mglin en documentos desde 1387, cuando se menciona como un pueblo del Gran Ducado de Lituania. En 1500, el pueblo fue anexionado por el Zarato ruso, que lo fortificó por hallarse en una zona fronteriza. Sin embargo, la Paz de Deúlino lo devolvió a la República de las Dos Naciones en 1618, hasta su incorporación a la rebelión de Jmelnitski en 1652 y su posterior anexión definitiva a Rusia en 1654. Debido a su condición de fortaleza, el pueblo fue atacado y parcialmente destruido en ataques de los tártaros de Crimea en 1661, polaco-lituanos en 1664 y suecos en 1708.
Aunque los polacos y rusos le habían dado diversos privilegios a lo largo de los siglos XVII y XVIII, incluyendo parte del Derecho de Magdeburgo, no adoptó el estatus de ciudad hasta 1781. En 1802 se integró en la gobernación de Chernígov. En el siglo XIX se desarrolló notablemente como núcleo industrial y comercial, llegando a tener cuatro ferias anuales desde 1884 y superando los once mil habitantes en 1887. Su crecimiento se detuvo con la construcción del ferrocarril de Briansk a Gómel, que esquivó esta ciudad al ser más sencillo pasar por Póchep y Unecha. En 1918 fue incorporada a la República Popular Ucraniana, pero en 1919 pasó a la RSFS de Rusia, que le dio el estatus de capital distrital en la entonces gobernación de Gómel. La Unión Soviética la incluyó en el raión de Klintsý desde 1922, pero recuperó definitivamente su estatus de capital distrital en 1929, al fundarse la Óblast Occidental.